# Benedetto Ferruggia et Claudia Köhler
Benedetto Ferruggia et Claudia Köhler, nés respectivement les 14 avril 1981 et 2 avril 1981, sont des danseurs sportifs allemands.

## Palmarès

### Jeux mondiaux
- Médaille d'argent en 2009 à Kaoshiung (Taiwan)
- Médaille d'or en 2013 à Cali (Colombie)
- Médaille d'or en 2017 à Wrocław (Pologne)

### Championnats du monde
- Champion du monde amateur en 2009 à Aarhus (Danemark)
- Champion du monde amateur en 2010 à Wetzlar (Allemagne)
- Champion du monde amateur en 2012 à Melbourne (Australie)
- Champion du monde professionnel en 2014 à Nanjing (Chine)
- Champion du monde professionnel en 2015 à Leipzig (Allemagne)

### Championnats d'Europe
- Champion d'Europe amateur en 2009 à Megève (France)
- Champion d'Europe amateur en 2010 à Moscou (Russie)
- Champion d'Europe amateur en 2011 à Kalisz (Pologne)
- Champion d'Europe amateur en 2012 à Coblence (Allemagne)
- Champion d'Europe professionnel en 2014 à Magdebourg (Allemagne)

### Championnats d'Allemagne
- Champion national de 2007 à 2012